# Державна циркова компанія України
ДП «Державна циркова компанія України», ДЦКУ — українське державне підприємство, яке опікується збереженням та розвитком національного циркового мистецтва, популяризацією його в Україні та за кордоном.
Підпорядковується безпосередньо Міністерству культури України.
Генеральний директор-художній керівник — Кабаков Сергій Борисович.

## Історія
Починає свою історію у 1993 році, коли на базі Київського державного цирку було створено Українське державне творче об'єднання цирків «Укрдержцирк».
Згідно з наказом Міністерства культури й мистецтв України від 10 грудня 1996 року на базі «Укрдержцирк» було створено Творче об'єднання «Державна циркова компанія України», яке і стало правонаступником Укрдержцирку.
У 1999 році ТО перейменована у Державне підприємство «Державна циркова компанія України».

## Співробітництво
Компанія співпрацює з державними цирками України. Має угоди про співпрацю з цирковими підприємствами ряду країн, серед яких: Латвія, Естонія, Молдова, Азербайджан, Грузія, Узбекистан і ін.